# Пластинчатозубая крыса
Пластинчатозубая крыса, или индийская земляная крыса (лат. Nesokia indica) — вид грызунов семейства мышиных.

## Описание
Длина тела составляет от 14 до 22 см, длина хвоста 9—13 см. Масса тела 110—175 г. Окрас шерсти коричневого цвета на верхней части тела, светлый — на нижней части, иногда с белым пятном на горле. Имеет длинный, густой и мягкий мех в зимнее время, но короткую, редкую щетину в летнее время. Голова короткая и округлая, морда широкая, уши закруглённые. Относительно короткий хвост безволосый. Лапы широкие, передние имеют четыре функциональных пальца, задние — пять пальцев с сильными, почти прямыми когтями.

## Распространение
Вид распространён в Северной Африке (Египет), на Ближнем Востоке, в Центральной и Южной Азии и в Китае. Встречается на высоте от 0 до 1600 м над уровнем моря. Ведёт ночной и наземный образ жизни. Живёт в тропических и субтропических сухих лиственных лесах, среди кустарников, на лугах, пашнях, пастбищах, плантациях.

## Образ жизни
Животное создаёт большое количество нор и туннелей. Глубина может быть до 60 см, длина до 9 м, площадь до 120 кв. м. Одна камера выстилается растительностью для гнездования. Период беременности, вероятно, около 17 дней. Может давать три приплода в год, от 3-х до 5-и детёнышей в каждом. Питается травами, зерном, корнеплодами и культурными фруктами и овощами. Имеет много естественных врагов, в числе которых шакалы, лисицы, камышовые коты, хорьки, ласки, змеи и домашние кошки и собаки.